# Podandrogyne
Podandrogyne  es un género de plantas con flores con 13 especies aceptadas pertenecientes a la familia Capparaceae. 

## Especies aceptadas
- Podandrogyne brevipedunculata Cochrane
- Podandrogyne cernua Woodson
- Podandrogyne chiriquensis (Standl.) Woodson
- Podandrogyne coccinea (Benth.) Woodson	)
- Podandrogyne decipiens (Triana & Planch.)
- Podandrogyne densiflora (Benth.) Iltis & Cochrane
- Podandrogyne formosa Cochrane
- Podandrogyne glabra Ducke
- Podandrogyne hispidula (DC.) Cochrane
- Podandrogyne jamesonii (Briq.) Cochrane
- Podandrogyne macrophylla (Turcz.) Woodson
- Podandrogyne mathewsii (Briq.) Cochrane
- Podandrogyne trichopus (Benth.) H.H. Iltis & Cochrane